# 老虎钳
巡线钳（英语：linesman pliers）中文俗称老虎钳等，或简称钳子（其他种类的钳子则常用前缀来消歧义），是巡线员、電工和零售商人常用的一种鉗，主要用于夹持、扭转、弯曲和切割电线、电缆和小型的金属制部件。这种钳子的设计通过杠杆原理倍增力量。
1857年，第一把巡线钳由美国德国裔移民 Mathias Klein发明,美国发明家L.E.MELLEN于1893年6月13日获得US499638A号相关美国专利。
巡线钳在扁平的鼻端有加强摩擦力的一个平面用于夹持。部分型号有较短的平面及一个凹陷或弯曲的夹持面，便于工程中使用。两种类型通常都有一个斜切的切削刃，类似斜口鉗上的钳口。部分型号还在钳身与手柄的接口处提供一个额外的夹紧、压接或剪线（如平头剪）功能。
巡线钳是为潜在繁重的手工操作设计，因而通常由鍛造钢加工制成，两个手柄间用重型鉚釘精确接合，即使是在较粗钢丝上反复使用后，仍可保持精度。与裸露的金属手柄相比，橡胶握把提供了更好的握持力。橡胶握把的绝缘性还可预防在带电电路工作时触电，但大多数型号未标称此类用途，仅部分巡线钳经认证可承受额定的电压（例如1000V）。 

## 名稱
中文常俗称老虎钳等，或简称钳子。臺語則常使用Phèn-chih，或俗寫「片吉」。為日語外來語「ペンチ」影響。

## 耐用性
与大多数手动工具一样，巡线钳的耐用度和使用寿命取决于使用强度、方法以及工具的设计和品质。其可能由合金或非合金工具钢锻造而成。对于质量一般的钳，可能使用碳含量相对较低（0.45%）的非合金工具钢。优质钳通常由高碳工具钢制成，并与铬、钒、钼等元素合金化。  除适合切割软铜和铝以外，钳子的切削刃还可能有专门设计（感应淬火）以适合切割诸如钢琴线、钉子之类的硬线。 

## 使用注意事项[7]
1. 严禁使用普通老虎钳进行带电作业，带电作业务必使用电气老虎钳，并且注意钳头金属部分与带电体应保持一    定的安全距离，手与老虎钳的裸露的金属部分应保持2cm以上的距离。
2. 剪切紧绷的金属线时应做好防护措施，以免被剪断的金属线弹伤。
3. 在使用电气老虎钳时，注意不要碰伤、损伤或烧伤绝缘手柄，并且应注意防潮。
4. 在使用电气老虎钳之前，必须先检查绝缘柄的绝缘是否完好，如果损坏，带电作业时可能会发生触电事故。
5. 使用电气老虎钳剪切带电导线时，千万不能用刀口同时剪切火线和零线，否则容易发生短路故障。
6. 严禁将老虎钳作为敲击工具来使用。
7. 钳轴应经常涂润滑油，以防生锈。
8. 根据使用环境和使用物体的不同，选择合适规格的老虎钳。

## 典型用途
电气行业中常使用巡线钳来切割、拉直和弯曲导线，以及在进行接合时将导线扭接。虽然剥线钳效率更高且不易损伤电线导体，但巡线钳也常被用于剥除电缆的绝缘外皮。巡线钳还可用来夹持牵引線来传过长距离的导管，加强徒手难以做到的摩擦力和力道。部分巡线钳还配有压接口。
巡线钳可用于弯曲、拉直钣金零件，尤其在较小的钳子（如尖嘴钳）无法提供足够的力道时。巡线钳的方形前端和扁平侧面对创建精准的直角弯头也尤为有用。钳子的耐用性也使其可用于去除钉子或其他类型的紧固件等。